# الجبهة الوطنية لتحرير أنغولا

علم حزب الجبهة الوطنية لتحرير أنغولا

الجبهة الوطنية لتحرير أنغولا (بالبرتغالية : Frente Nacional de Libertação de Angola) أو FNLA، كانت منظمة مسلحة قاتلت من أجل استقلال أنغولا عن البرتغال في حرب الاستقلال الأنغولية, تحت قيادة هولدن روبرتو. تأسست في 1954 تحت اسم União dos Povos do norte de Angola, ثم أصبحت معروفة بعد 1959 باسم União dos Povos de Angola , ومن 1961 أصبح اسمها الجبهة الوطنية لتحرير أنغولا (FNLA). في أول انتخابات بنظام متعدد الأحزاب في عام 1992, تحولت الجبهة الوطنية لتحرير أنغولا إلى حزب سياسي. تلقت الجبهة الوطنية لتحرير أنغولا 2.4% من الأصوات خلال الانتخابات البرلمانية. وفي الانتخابات البرلمانية 2008 تلقت فيه %1.11 من الأصوات، وفازت بمقعدين من أصل 220 مقعد.

## الدعم الخارجي
على مدى سنوات عديدة، ساعدت حكومات الجزائر، تونس، ألمانيا الغربية، غانا، إسرائيل، فرنسا، رومانيا، جمهورية الصين الشعبية، جنوب أفريقيا، الولايات المتحدة، زائير, و ليبيريا الجبهة الوطنية لتحرير أنغولا. زودت الحكومة الفرنسية قوات الجبهة الوطنية لتحرير أنغولا بما يعادل مليون جنيه إسترليني دون فائدة. بدأت حكومة الولايات المتحدة مساعدة الجبهة الوطنية لتحرير أنغولا في عام 1961 خلال إدارة جون كينيدي, و إعادة توجيه ثلث من المعونات الرسمية إلى زائير إلى الجبهة الوطنية لتحرير أنغولا ويونيتا. أعطت الحكومة الإسرائيلية مساعدات إلى الجبهة الوطنية لتحرير أنغولا بين 1963 و1969. زار هولدن روبرتو إسرائيل خلال 1960, وأرسلت الجبهة الوطنية لتحرير أنغولا بعض أعضاءها إلى إسرائيل للتدريب. خلال 1970، شحنت حكومة إسرائيل أسلحة إلى الجبهة الوطنية لتحرير أنغولا من خلال زائير. بدأت جمهورية الصين الشعبية تزويد الجبهة الوطنية لتحرير أنغولا بالأسلحة في عام 1964, حيث أعطتها معدات عسكرية وما لا يقل عن 112 مستشارا عسكريا، وسلمت الحكومة الرومانية أسلحة إلى الجبهة الوطنية لتحرير أنغولا في أغسطس 1974.